# Eliane Van Alboom
Eliane Van Alboom (Gent, 20 augustus 1951) is een Belgisch onderwijskundige aan de Universiteit Gent en voormalig voorzitster van het Vermeylenfonds.

## Levensloop
In 1990 volgde zij Arseen Major op als ondervoorzitter van het Vermeylenfonds. In 1996 werd ze aangesteld als voorzitter van deze organisatie. In deze hoedanigheid volgde ze Roland Laridon op na diens ontslag wegens gezondheidsproblemen, zelf werd zij in 2001 opgevolgd door Johan Soenen. In de hoedanigheid van (onder-)voorzitster leidde zij de inhoudelijke vernieuwing van de organisatie die omstreeks 1992 werd ingezet. Zo kwam het onder meer tot een striktere aflijning van de drie pijlers (socialistisch, vrijzinnig en Vlaams) en werd de samenstelling van de raad van bestuur hervormd.
Tijdens de jaren '90 van de 20ste eeuw was ze ook aangesteld als leraar aan het stedelijk atheneum Wispelberg te Gent waar ze de vakken Engels en Nederlands doceerde.. Een van haar oudstudenten was de Gentse auteur, dichteres, fotografe en performer Catherine Boone. 